# Plan Zuid

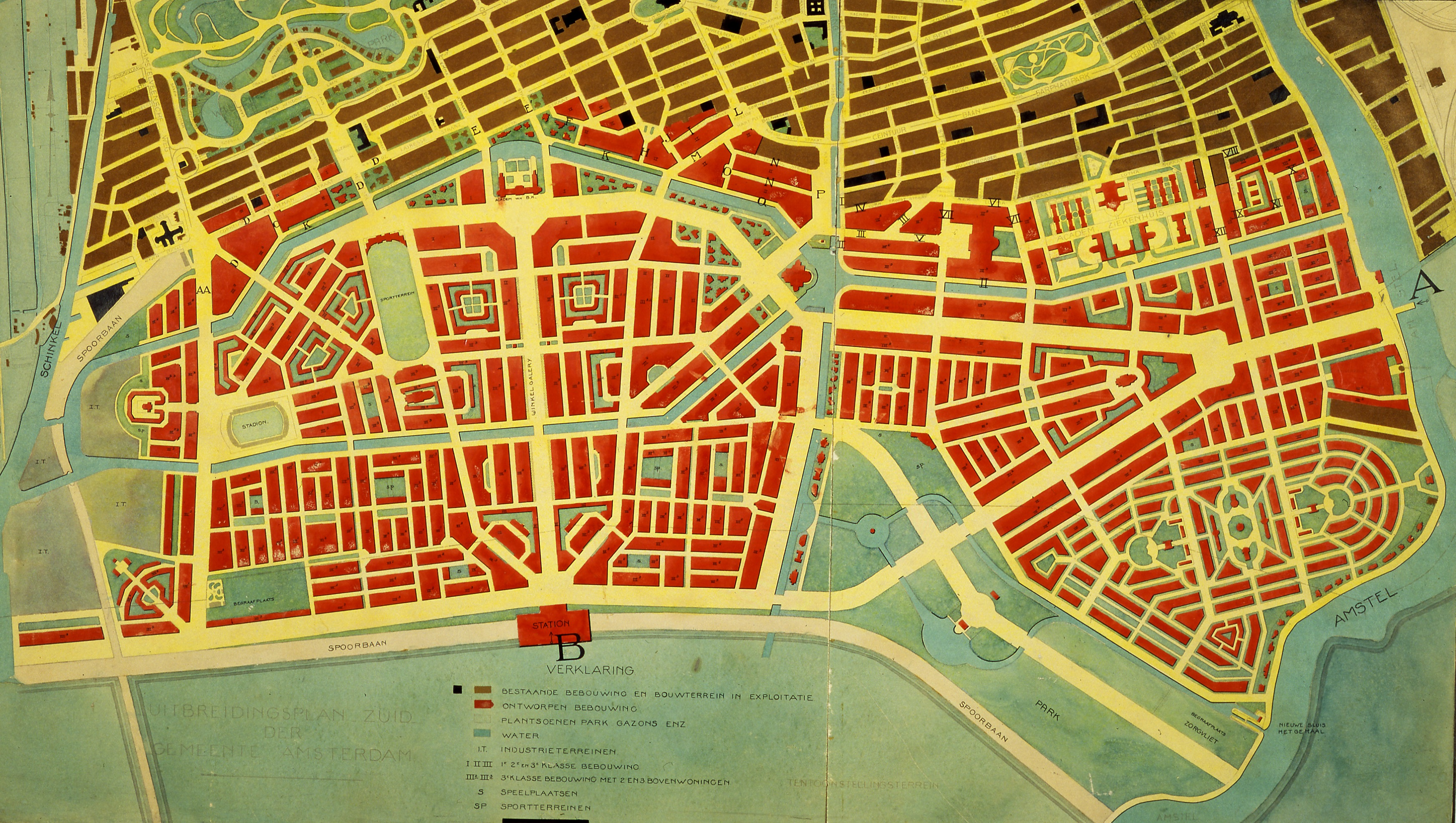
Aperçu du Plan Zuid de 1915, approuvé par la ville en 1917.

Le Plan Zuid (« Plan Sud » en néerlandais) désigne un plan d'urbanisme de la ville d'Amsterdam développé par l'architecte néerlandais Hendrik Petrus Berlage au début du XXe siècle. Comme son nom l'indique, il concernait le développement de l'arrondissement de Amsterdam-Zuid, correspondant à la partie de la ville située sous le Singelgracht, qui regroupe entre autres les quartiers de De Pijp et du Rivierenbuurt.

## Histoire

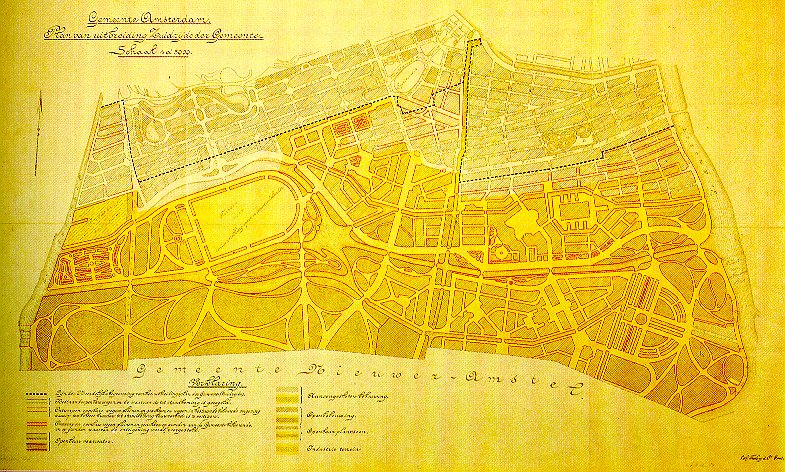
Première version du Plan Zuid élaborée par Berlage en 1904.

La conception du projet se fit en deux étapes. Au début du XXe siècle, Berlage fut mandaté par la ville pour concevoir un plan de développement de la partie de la ville délimitée par le Grachtengordel au nord, et les berges de l'Amstel à l'est. En 1904, celui-ci présenta un plan ambitieux incluant plusieurs grandes rues courbées coupant avec la monotonie des autres constructions du Pijp, et qui incluait également plusieurs liaisons avec la ville existante. Cependant, le projet, jugé trop cher et pas assez efficace fut rejeté, et Berlage fut invité à soumettre une nouvelle proposition. L'une des causes de ce rejet était le nombre trop important de villas individuelles qu'il incluait, alors qu'une augmentation significative de l'offre en logements était l'une des priorités du plan.
Berlage présenta son nouveau plan plus de dix ans après le premier, en 1915. Contrairement à la première version, il incluait des rues droites et plus étroites bordant de grands pâtés d'immeubles, et reliées entre elles par plusieurs grandes avenues. Le nouveau plan se révéla beaucoup plus efficace et facile à mettre en place que le premier, ce qui se traduisit par un accord de la ville en 1917. Le nouveau quartier sud fut ainsi construit sur le modèle de l'École d'Amsterdam, principalement entre 1917 et 1925. En particulier, les façades furent conçues de la même manière que des sculptures, impliquant l'usage de matériaux haut de gamme comme des maçonneries décoratives, et une grande variété de formes de fenêtres, voire des sculptures. Trois quartiers virent ainsi le jour : le Stadionbuurt, le Apollobuurt et le Rivierenbuurt. Une partie importante du « Nouveau Pijp » (Nieuw Pijp) a ainsi été conçue dans le cadre du Plan Zuid.
Les plans initiaux de Berlage ne furent finalement que grossièrement suivis. Parmi les architectes qui contribuèrent à la réalisation du projet, on peut citer Johan van der Mey,
Piet Kramer ou encore Michel de Klerk.

## Principaux aménagements
L'une des lignes directrices du plan était de diviser la partie sud de la ville entre un arrondissement destiné aux familles aisées (Apollobuurt et Stadionbuurt) et un quartier réservé aux classes moyennes (Rivierenbuurt).

### Rivierenbuurt
L'organisation du Rivierenbuurt s'est faite conformément au plan de Berlage. La principale place du quartier, situé au sud de l'arrondissement est Victorieplein qui se trouve au confluent de trois avenues principales, Vrijheidslaan, Churchill-laan et Rooseveltlaan, initialement connues sous les noms respectifs de Amstellaan, Noorder Amstellaan et Zuider Amstellaan. En 1925, Vrijheidslaan, qui faisait la fierté de nombreux Amstellodamois fut achevée. Cependant, le Plan Zuid ne prévoyait pas de raccordement direct avec l'autre rive de l'Amstel. Dans son projet de développement, l'architecte Hendrik Petrus Berlage (1856-1934) avait cependant anticipé l'ajout de liaisons avec l'autre rive. Ainsi, le Berlagebrug fut inauguré le 28 mai 1932 devant des milliers d'amstellodamois, marquant l'arrivée d'un nombre inouï de voitures sur les grands axes développés dans le cadre du Plan Zuid.